# Hala (szczyt)
Hala (1115 m) – szczyt w Paśmie Radziejowej w Beskidzie Sądeckim. Znajduje się w grzbiecie Małej Prehyby, który poprzez Halę, Czeremchę, Roztokę i Czeremchę Zachodnią biegnie najpierw w kierunku południowo-zachodnim, następnie zachodnim, oddzielając potok Sopotnicki od potoków Krępiarka i Jastrzębi Potok.
Północno-zachodni stok Hali opada do potoku Sopotnickego, południowo-wschodni do Jastrzębiego Potoku. Obydwa są porośnięte lasem, ale sam grzbiet jest trawiasty. To resztki dawnych hal pasterskich, które dawniej zajmowały grzbietowe partie Pasma Radziejowej. Po II wojnie światowej i ich upaństwowieniu były zalesiane, polany uważano bowiem za nieużytki leśne. Na polance będącej pozostałością dawnej hali wiosna zakwitają krokusy. Grzbietem Hali biegnie granica między miastem Szczawnica i wsią Szlachtowa w województwie małopolskim, w powiecie nowotarskim.

## Szlaki turystyczne
pieszy: Szczawnica – Gabańka – Kuni Wierch – Łysiny – Czeremcha – Przehyba (trawers od zachodu). Czas przejścia: 3:15 h, ↓ 2.15 h.